# 25642 Adiseshan
25642 Adiseshan è un asteroide della fascia principale. Scoperto nel 2000, presenta un'orbita caratterizzata da un semiasse maggiore pari a 2,8493750 UA e da un'eccentricità di 0,0076164, inclinata di 7,06982° rispetto all'eclittica.